# Myotis moluccarum
Myotis moluccarum — вид рукокрилих роду Нічниця (Myotis).

## Поширення, поведінка
Проживання: Індонезія. Проживає в межах від рівня моря до 1200 м над рівнем моря з більшістю записів нижче 300 м над рівнем моря. Цей вид зазвичай зустрічається в низинних районах, де пов'язаний з водно-болотними місцеперебуваннями, починаючи від великих озер до тропічних лісових потоків. Харчується великими водними комахами і дрібною рибою. Лаштує сідала в печерах, тунелях, шахтах, під мостами, в старих будівлях і під листям. Як правило, лаштує сідала в кілька осіб або невеликими колоніями до 20 тварин. Самиці можуть щорічно народжувати до трьох послідовних виводків по одному малюка або іноді двійнят.